# Witnekkraanvogel
De witnekkraanvogel (Antigone vipio synoniem: Grus vipio) is een vogel uit de familie van de kraanvogels (Gruidae). Deze kraanvogel werd in 1811 door Peter Simon Pallas geldig beschreven. De vogel leeft in het Verre Oosten en het is een kwetsbare vogelsoort door de aantasting van zijn leefgebied.

## Kenmerken
De witnekkraanvogel heeft een gemiddelde lengte van 135 cm een gewicht  van circa 5,6 kg. Het verenkleed van volwassen dieren is donkergrijs met een witte keel en een lange witte streep van de bovenkant van de kop tot onderaan de nek. Rond de ogen vertoont de kop opvallende rode plekken. Als enige kraanvogel heeft de soort roze poten.
Net als alle andere soorten kraanvogels heeft de soort een lange, gekronkelde luchtpijp waardoor hij in staat is de karakteristieke, luide trompetroep voort te brengen. Verder is opvallend aan deze dieren de lange vleugels en poten. Hun bewegingen zijn daar ook naar: erg sierlijk en zelfs statig. Met opgeheven vleugels dansen mannetje en vrouwtje dan om elkaar heen. Het dansen vindt niet alleen plaats tijdens de paartijd, maar wordt het hele jaar door uitgevoerd en lijkt dan ook meer een uiting van levensvreugde.

## Verspreiding en leefgebied
De witnekkraanvogel broedt in het oosten van Mongolië, het noordoosten van China en het aangrenzende deel van Rusland. De vogels uit het westelijke deel van het broedgebied overwinteren bij de Yangtze in Zuid-China, met name aan het Poyangmeer en het Dongtingmeer. De andere vogels trekken naar de gedemilitariseerde zone tussen de beide Korea's of het Japanse eiland Kyushu. De habitat van de witnekkraanvogel bestaat uit vlakke draslanden of steppen. Tijdens de trek verblijft hij ook in landbouwgebied.

## Leefwijze
Hij is omnivoor en voedt zich voornamelijk met insecten, kleine gewervelde dieren, zaden, wortels en knollen.

## Voortplanting
Tijdens het broedseizoen leeft de witnekkraanvogel in paartjes, die hun territorium fel verdedigen. In andere periodes kunnen de dieren in grote kolonies voorkomen. De vogel bouwt zijn nest van zeggen en grassen in open drasland. Het legsel bestaat gewoonlijk uit twee eieren, die voornamelijk door het vrouwtje in 30 dagen uitgebroed worden. Na 70 tot 75 dagen vliegen de jongen uit.

## Status
De grootte van de populatie werd in 2018 door BirdLife International geschat op 3,7 tot 4,5 duizend volwassen individuen en de populatie-aantallen nemen af door habitatverlies. Het leefgebied wordt aangetast door droogte (mogelijk door klimaatverandering) maar ook door irrigatieprojecten en drooglegging van gebieden waarbij natuurlijke natte vegetatie wordt omgezet in gebied voor intensief agrarisch gebruik en menselijke bewoning. Om deze redenen staat deze soort als kwetsbaar op de Rode Lijst van de IUCN.

## Afbeeldingen

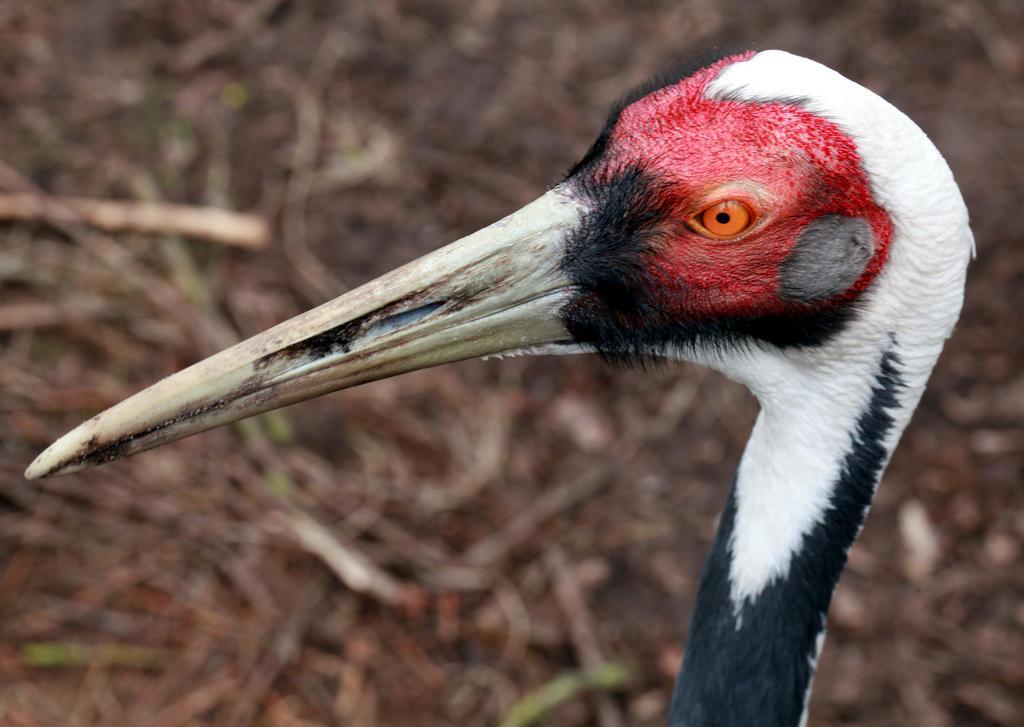
close-up van de kop
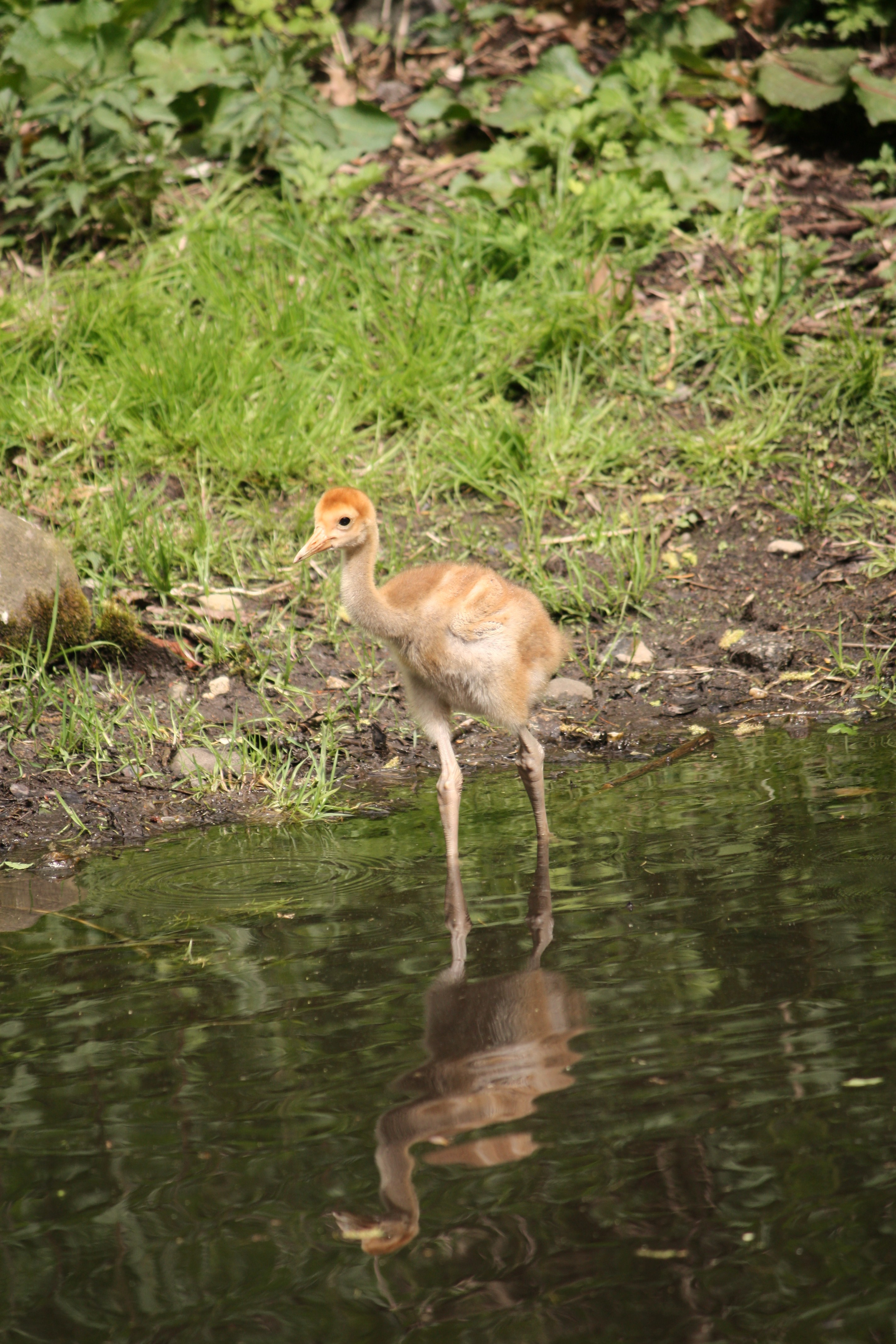
juveniel
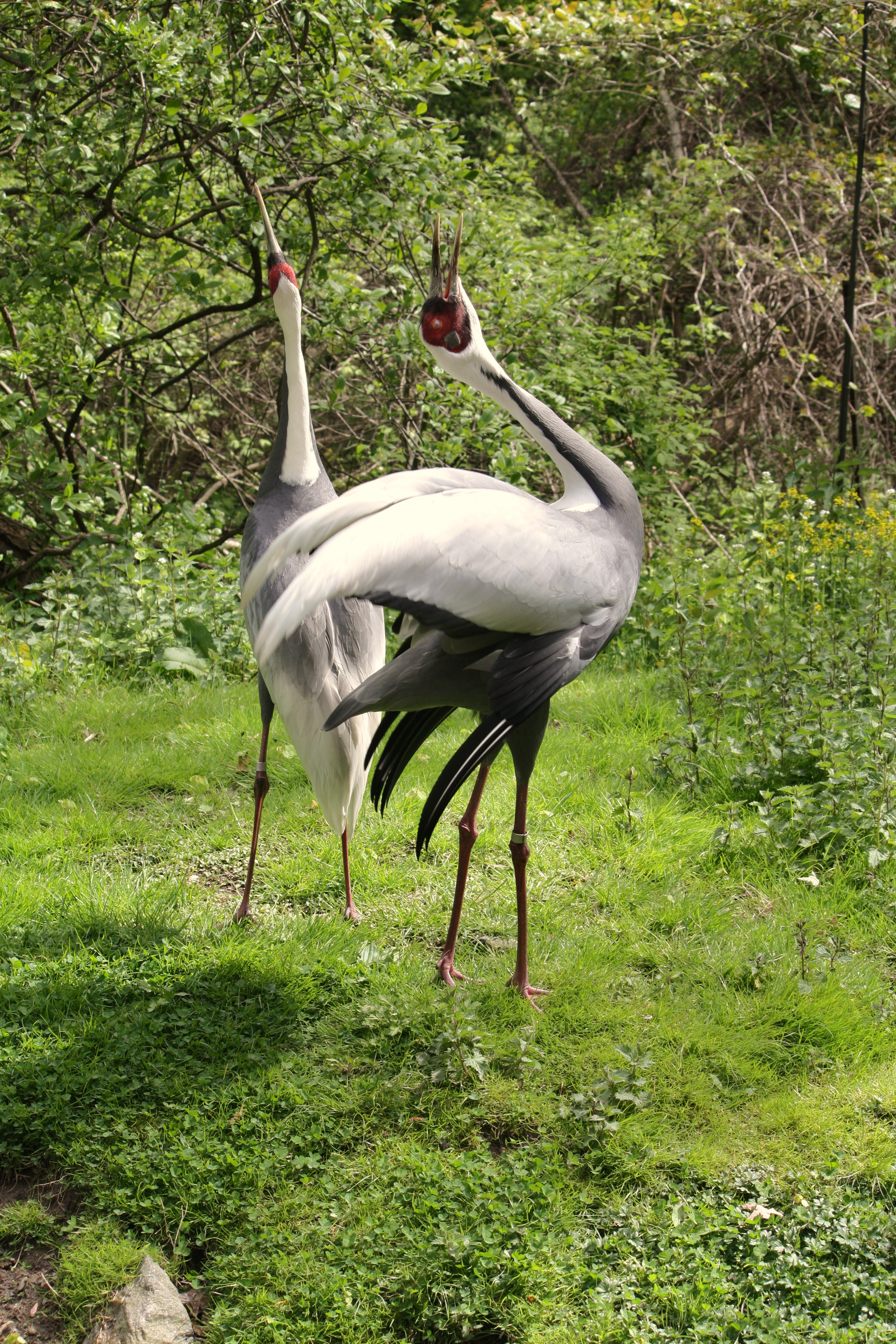
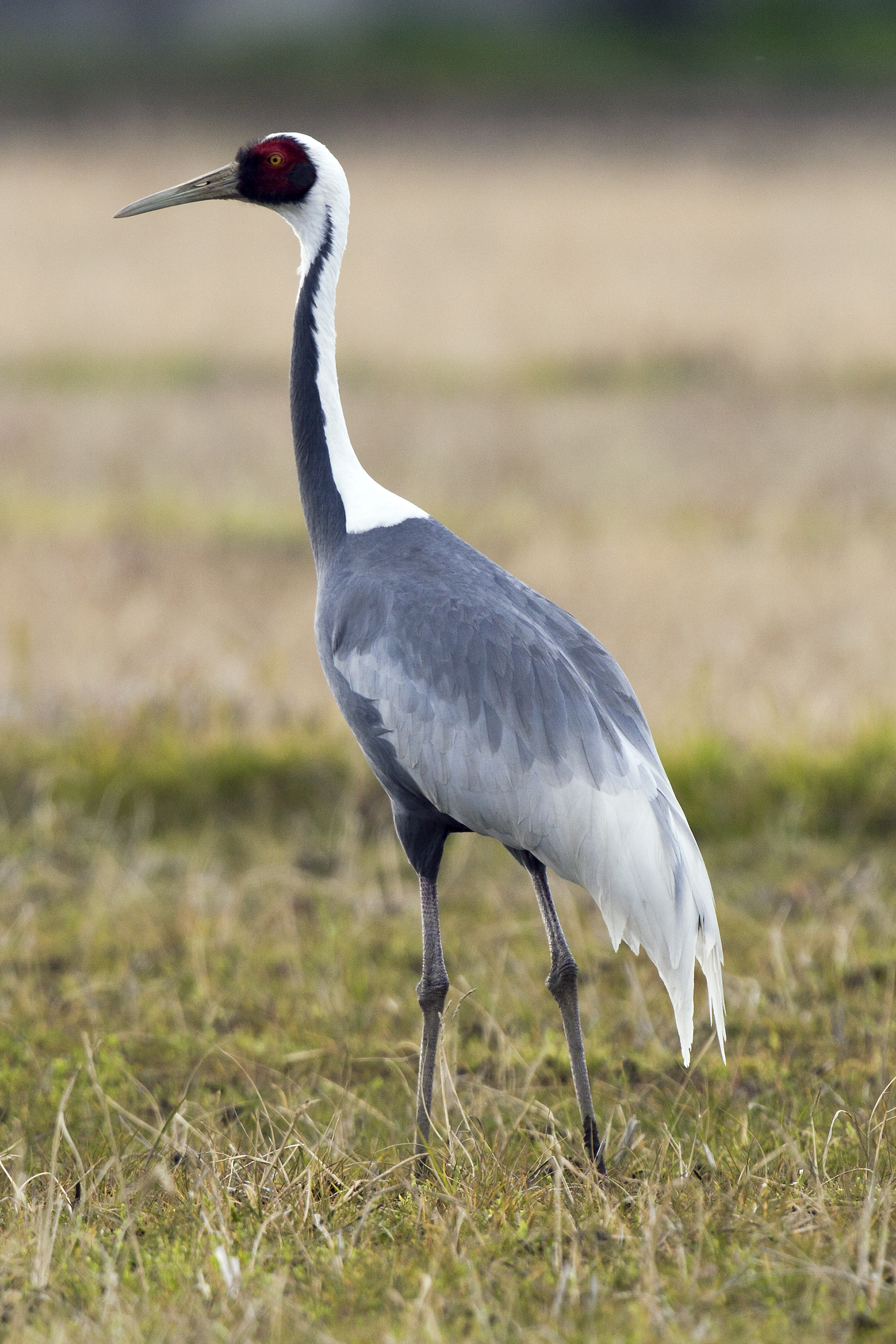
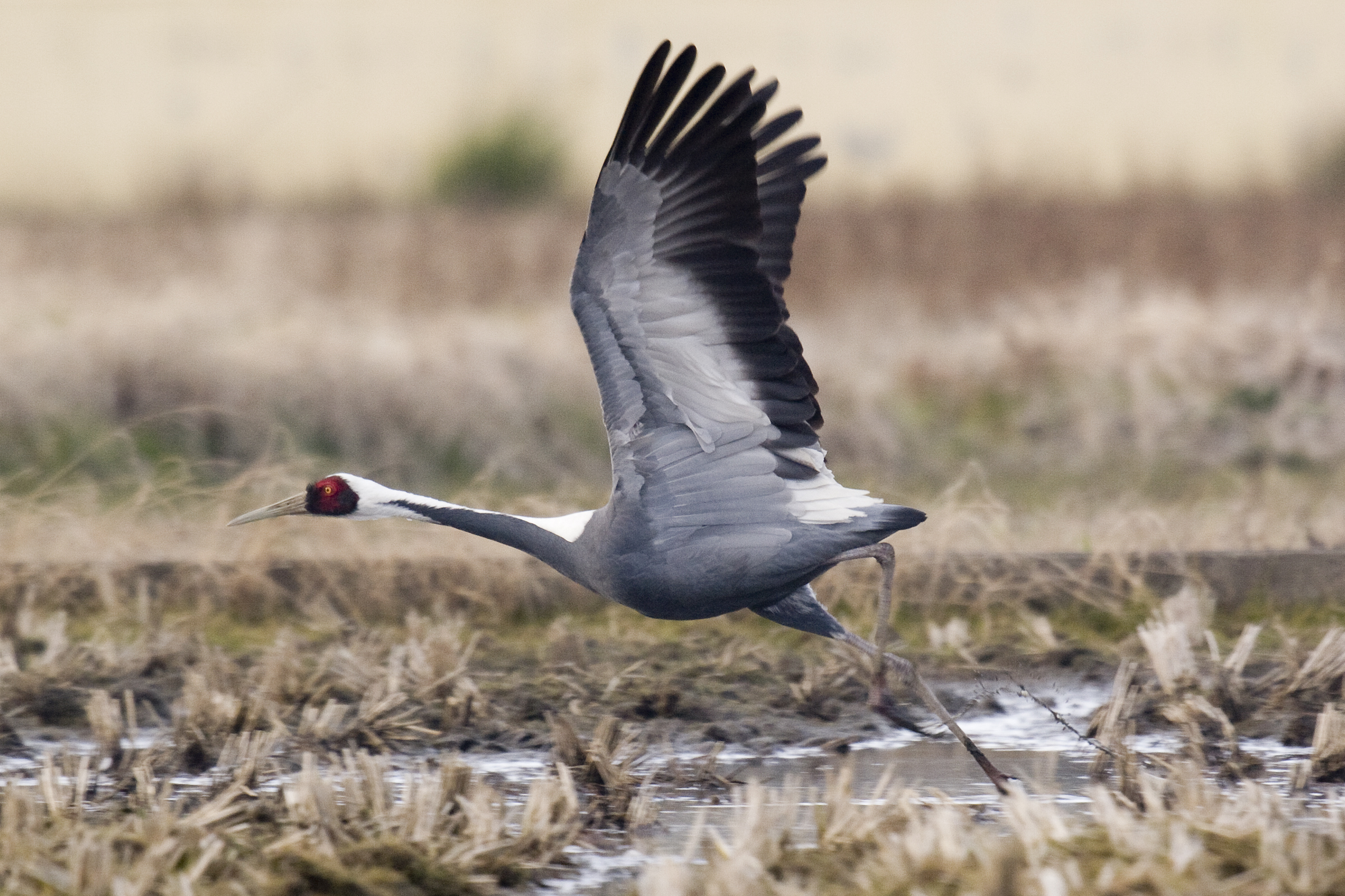